# Ronalds Cinks
Ronalds Cinks (* 11. März 1990 in Riga, Lettische SSR) ist ein lettischer Eishockeyspieler, der seit 2011 beim HK SMScredit.lv in der lettischen Eishockeyliga unter Vertrag steht.

## Karriere
Ronalds Cinks begann seine Karriere als Eishockeyspieler bei Riga/Saga/LB 90, für das er in der Saison 2006/07 in der lettischen U18-Meisterschaft aktiv war. Die folgende Spielzeit verbrachte der Angreifer bei den Mississauga Reps aus der kanadischen Juniorenliga Metropolitan Toronto Hockey League (MTHL), sowie dem SK Riga 18 in der zweiten lettischen Spielklasse. Für die Saison 2008/09 erhielt Cinks einen Vertrag Dinamo Riga, für den er in der neu gegründeten Kontinentalen Hockey-Liga in insgesamt sieben Spielen punkt- und straflos blieb. Parallel dazu spielte er Dinamos Farmteam, den HK Riga 2000, in der belarussischen Extraliga. Dabei erzielte er in 37 Spielen sieben Tore und 14 Vorlagen. In der Saison 2009/10 spielte er parallel für Dinamo Riga in der KHL und die Dinamo-Juniors Riga in der belarussischen Extraliga.
Die Saison 2010/11 verbrachte Cinks in der neu gegründeten multinationalen Nachwuchsliga Molodjoschnaja Chokkeinaja Liga, in der er für den HK Riga und den MHK Krylja Sowetow Dmitrow auflief. Zur Saison 2011/12 wechselte er zum HK SMScredit.lv aus der lettischen Eishockeyliga.

### International
Für Lettland nahm Cinks an den U18-Junioren-Weltmeisterschaften 2007 und 2008 sowie der U20-Junioren-Weltmeisterschaft 2009 teil.

## KHL-Statistik
(Stand: Ende der Saison 2010/11)